# 丁瑞兴
丁瑞兴（1931年—），男，江苏宜兴人，中国土壤学家，南京农业大学教授、博士生导师，曾任中国土壤学会理事。